# Myoporum crassifolium
Myoporum crassifolium är en flenörtsväxtart som beskrevs av Forst. f.. Myoporum crassifolium ingår i släktet Myoporum och familjen flenörtsväxter. Inga underarter finns listade i Catalogue of Life.